# Sigglesthorne
Sigglesthorne – wieś i civil parish w Anglii, w hrabstwie East Riding of Yorkshire, w dystrykcie (unitary authority) East Riding of Yorkshire. Leży 18 km na północ od miasta Hull i 266 km na północ od Londynu. W 2011 roku civil parish liczyła 404 mieszkańców. Sigglesthorne jest wspomniana w Domesday Book (1086) jako Siglestone/Siglestorne.